# Ulrich Hackel
Ulrich Hackel, auch Ulrich Hackl (* 1. Oktober 1551 in Wien; † 25. November 1607 ebenda) war ein österreichischer römisch-katholischer Geistlicher, Zisterzienser und Abt des Stiftes Zwettl.

## Leben und Werk
Hackel wuchs als Sohn wohlhabender protestantischer Eltern in Wien auf. Er wurde im Alter von 23 Jahren von den Jesuiten zum katholischen Glauben gebracht, 1577 zum Priester geweiht, war Domherr und ab 1579 Pfarrer im Bürgerspital. Von 1581 bis 1586 war er Propst der Propstei Zwettl. 1586 wurde er von Bischof Melchior Khlesl (in der Nachfolge von Johannes Rueff) als Abt des Stifts Zwettl eingesetzt.
Da er kein Zisterzienser war, entschloss er sich, ein Noviziat unter der Leitung des Zwettler Priors Johann Zehentner nachzuholen. Noch während des Noviziats wurde er zum Vertreter des Prälatenstandes in den Niederösterreichischen Landständen ernannt. Am 21. Februar 1588 legte er in Heiligenkreuz die Feierliche Profess vor Abt Johannes Rueff ab und wurde als Abt bestätigt und infuliert. Rueff war Professmönch von Melk, 1580–1585 selber Abt von Zwettl und dann erst in Heiligenkreuz; er hatte weder in Zwettl noch im Wienerwaldkloster zur Hebung des klösterlichen Verfalls beigetragen. 
Nun begann Hackel, der Neuling im Ordensleben, mit der Hilfe seines Priors Zehentner eine vorbildliche Reformtätigkeit in Zwettl durchzuführen. Er bewog den Konvent, den in Zwettl üblich gewordenen Benediktinerhabit gegen den zisterziensischen einzutauschen. Er verpflichtete die Mönchspriester zu höherer Disziplin bei der Messfeier, häufiger Beichte und vertieftem geistlichem Leben. Junge Mönche wurden nach der Benediktsregel ausgebildet und in ihrer Entwicklung besser betreut. Da viele inkorporierte Pfarreien des Klosters von Diözesanpriestern geleitet wurden, die im Konkubinat lebten und teilweise lutherisch geworden waren, hatte Hackel viele Konflikte auszustehen. Die Marienwallfahrt Maria Rafingsberg wurde unrechtmäßig im Jahr 1586 einem protestantischen Prediger übergeben, der das Heiligtum den Wallfahrern verschloss. Viele ähnliche Konflikte plagten den Abt. 
Als Mitglied des Niederösterreichischen Landhauses (der Ständevertretung) wohnte Hackel meist in Wien und war Bischof Khlesl bei dessen gegenreformatorischem Wirken ein Freund und Ratgeber. 1595 ernannte ihn der nach Wien gereiste Generalabt der Zisterzienser, Edmond de la Croix, zum Visitator der österreichischen Zisterzienserklöster. Ab 1597 trug er den Titel Regierungsrat (auf der Herrenbank) und bekleidete bis zu seinem Tod die Stelle eines Statthalter-Amtsverwesers. Er unterstützte zahlreiche kirchliche Einrichtungen mit erheblichen finanziellen Mitteln, darunter sein eigenes Kloster, das er wirtschaftlich konsolidierte.
Er starb in Wien, wurde aber in Zwettl beigesetzt.